# 謝表 (弘治進士)
謝表（1469年—？），字正邦，四川重慶府忠州人，民籍，明朝政治人物。

## 生平
弘治十四年（1501年）辛酉科四川鄉試第十九名舉人，十五年（1502年）中式壬戌科會試第二十名，三甲第一百四十九名進士。授永新縣知縣，升兵部主事。

## 家族
曾祖謝宗；祖父謝暹；父謝永禎。母汪氏；繼母張氏。